# Klaus Dietz (Politiker)

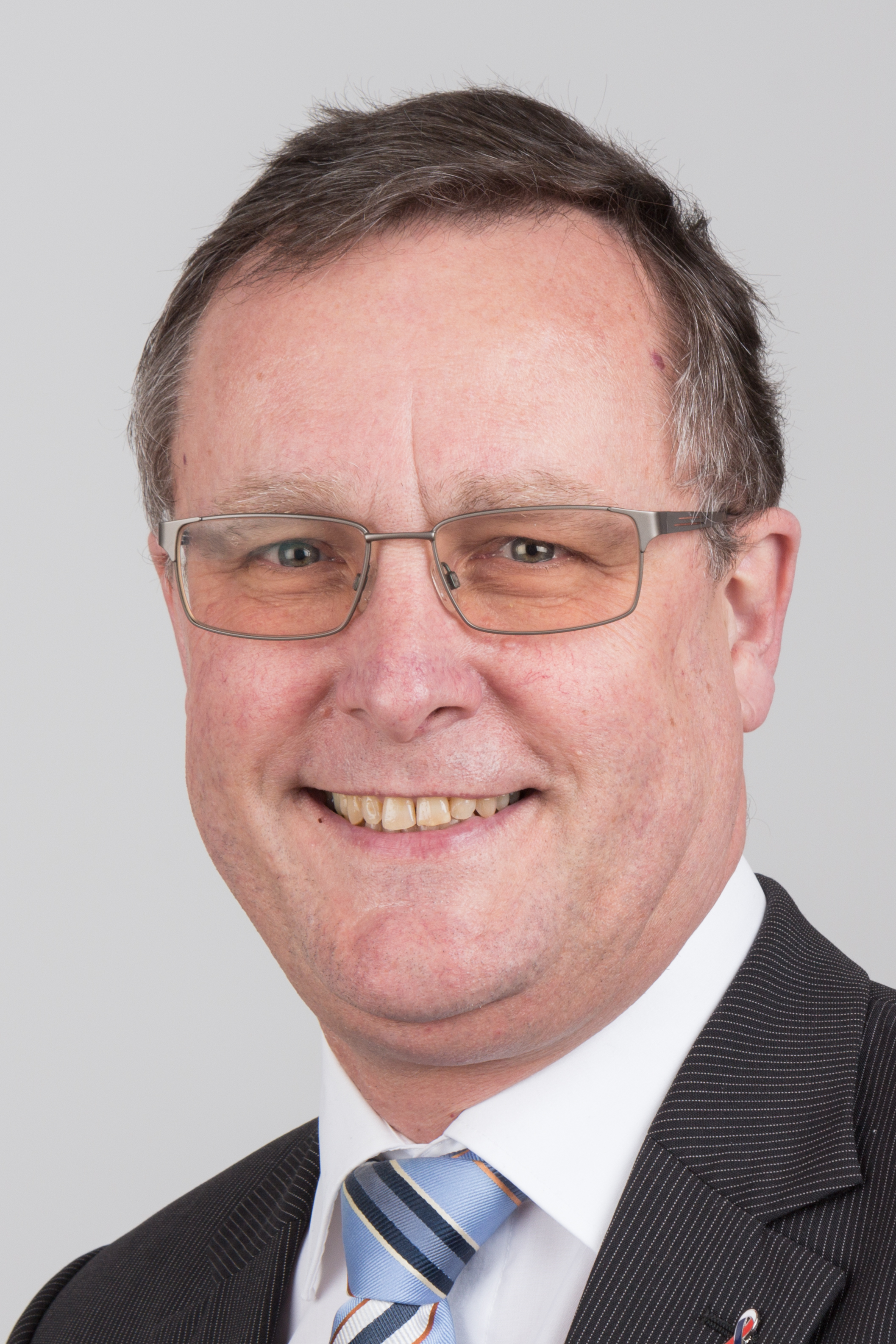
Klaus Dietz (2016)

Klaus Dietz (* 2. Januar 1956 in Rockenberg) ist ein deutscher Politiker (CDU) und Abgeordneter des Hessischen Landtags. Er ist katholisch, verheiratet und hat drei Kinder.

## Ausbildung und Beruf
Klaus Dietz absolvierte nach dem Abitur 1976 in Dillingen/Donau seinen zweijährigen Wehrdienst. Ab 1978 studierte er Agrarwissenschaften an der Justus-Liebig-Universität in Gießen und verließ die Universität 1983 mit dem Abschluss Diplom-Agraringenieur.
Nach dem Studium arbeitete Dietz von 1984 bis 1986 als Referent für Presse- und Öffentlichkeitsarbeit beim Hessischen Bauernverband. In den darauf folgenden Jahren, 1986 bis 2008, war er Redakteur der Fachzeitschrift Hessenbauer des Landwirtschaftsverlags Hessen GmbH. Zwischen 2008 und 2009 war Dietz Referent beim Hessischen Bauernverband für erneuerbare Energien und nachwachsende Rohstoffe.

## Politik
Klaus Dietz ist seit 1979 aktives Mitglied der CDU und war zunächst bis 1985 stellvertretender Vorsitzender der CDU Rockenberg. Nach seinem Umzug im Jahre 1986 war Dietz für zwei Jahre Mitglied des Vorstandes der CDU Ockstadt und anschließend in den Jahren 1989 bis 1996 Mitglied des Vorstandes der CDU Nieder-Mörlen. Zwischen 1995 und 2003 war Klaus Dietz Vorsitzender der CDU Bad Nauheim.
Kommunalpolitisch war Dietz in der Zeit von 1985 bis 1987 Gemeindevertreter in Rockenberg, in den Jahren 1981 bis 1993 Mitglied des Wetterauer Kreistages und seit 1993 ist er Stadtverordneter in Bad Nauheim. Im Jahre 2004 wurde Dietz zum Vorsitzenden der CDU-Fraktion Bad Nauheim gewählt.
Mitglied des Hessischen Landtages (Wahlkreis 26 - Wetterau II) ist Dietz seit 1997, er engagierte sich in den Arbeitskreisen Finanzen, Umwelt und im Hauptausschuss. Bei der Landtagswahl 2008 verfehlte er knapp den erneuten Einzug, da er der SPD-Kandidatin Lisa Gnadl unterlag. Bei den Neuwahlen am 30. Januar 2009 gewann Dietz das Direktmandat zurück und zog somit erneut in den Hessischen Landtag ein. Dietz engagiert sich im Ausschuss für Umwelt, Energie, Landwirtschaft und Verbraucherschutz, im Hauptausschuss, im Haushaltsausschuss und im Stiftungsrat der Stiftung Hessischer Naturschutz.